# Habib Sissoko (judoka)
Habib Sissoko (ur. 2 stycznia 1959) – malijski judoka. Olimpijczyk z Moskwy 1980, gdzie zajął dziewiętnaste miejsce w wadze ekstralekkiej.

## Letnie Igrzyska Olimpijskie 1980
| Konkurencja | Eliminacje         | Klas. końcowa |
| Konkurencja | Przeciwnik 1       | Miejsce       |
| ----------- | ------------------ | ------------- |
| 60 kg       | Ahmad Musa (ALG) P | 19.           |